# Swift Jewel Cowboys
Die Swift Jewel Cowboys war eine amerikanische Country-Band, die in den 1930er-Jahren in Tennessee und Texas aktiv war und Elemente von Western Swing, Ragtime, Blues mit Country verband.

## Bandgeschichte
Die Hillbilly-Band The Swift Jewel Cowboys wurde 1933 von Frank Collins in Houston gegründet, als er eine Promotion-Kampagne für die Speiseölmarke Jewel Oil plante. Die Swift Shortening and Oil Company wurde so zum Sponsor der Swift Jewel Cowboys, die am 4. November 1934 erste Rundfunkaufnahmen im Memphis machten; 1936/37 bestand die Band aus Clifford „Kokomo“ Crocker, Jose Cortes, Wiley „Flash“ Walker, Jim Sanders, Lefty Ingram, Elmer „Slim“ Hall und Calvin „Curly“ Noland. Wie The Wanderers spielten sie auch Jazz-Stücke, und mit David „Pee Wee“ Wambles Kornett und Lefty Ingrams Klarinette hoben sie den Jazzeinfluss hervor.
1938 erhielten sie einen Plattenvertrag bei Columbia Records. Im folgenden Jahr nahmen die Western-Swing-Musiker Slim Hall (Gesang, Gitarre), Curly Noland (Gesang, Bass), David Wambler (Gesang, Bass, Piano), Clifford Crocker (Gesang, Akkordeon), Alfredo Casares (Fiddle), Lefty Ingram (Fiddle, Klarinette, Saxophon), Pee Wee Ramble (Bass, Kornett, Piano) und Jimmy Riddle (Harmonika) in wechselnden Besetzungen und Instrumentierung im Juli 1939 für Vocalion und Okeh Records eine Reihe von Titeln auf wie „Bug Shuffle“, „Coney Island Washboard“, „Fan It“, „I Ain't Gonna Give Nobody None of My Jelly Roll“, „Little Willie Green (For New Orleans)“, „Memphis Oomph“, „My Untrue Cowgirl“, „Raggin’ the Rails“, „When the Saints Go Marching In“, „When I Put On My Long White Robe“, „Willie the Weeper“ und „You Gotta Ho-De-Ho (to Get Along with Me)“. In dieser Zeit traten sie in Supermärkten und bei Rodeoveranstaltungen auf; der Deckel einer Packung Jewel Oil diente als Eintrittskarte.
Anders als bei anderen Western-Swing-Bands standen die Bläser mehr im Vordergrund, auch gab es keine Steelguitar. Die Arrangements (etwa in Titeln wie „Bug Shuffle“) nahmen Bezug auf die des Duke Ellington Orchestra. Die Aufnahmen der Band wurden auf dem Album Swift Jewel Cowboys – Chuck Wagon Swing (String Records, ed. 1979) sowie auf den Kompilationen Western Swing and Country Jazz (JSP), OKeh Western Swing (CBS) und Tennessee Strings (Rounder Records) wiederveröffentlicht.